# 4. ročník udílení AACTA International Awards
4. ročník udílení AACTA International Awards se konal 31. ledna 2015 v Los Angeles. Nominace byly vyhlášeny 7. ledna 2015.

## Vítězové a nominovaní
Tučně jsou označeni vítězové
| Nejlepší film | Nejlepší režisér |
| --- | --- |

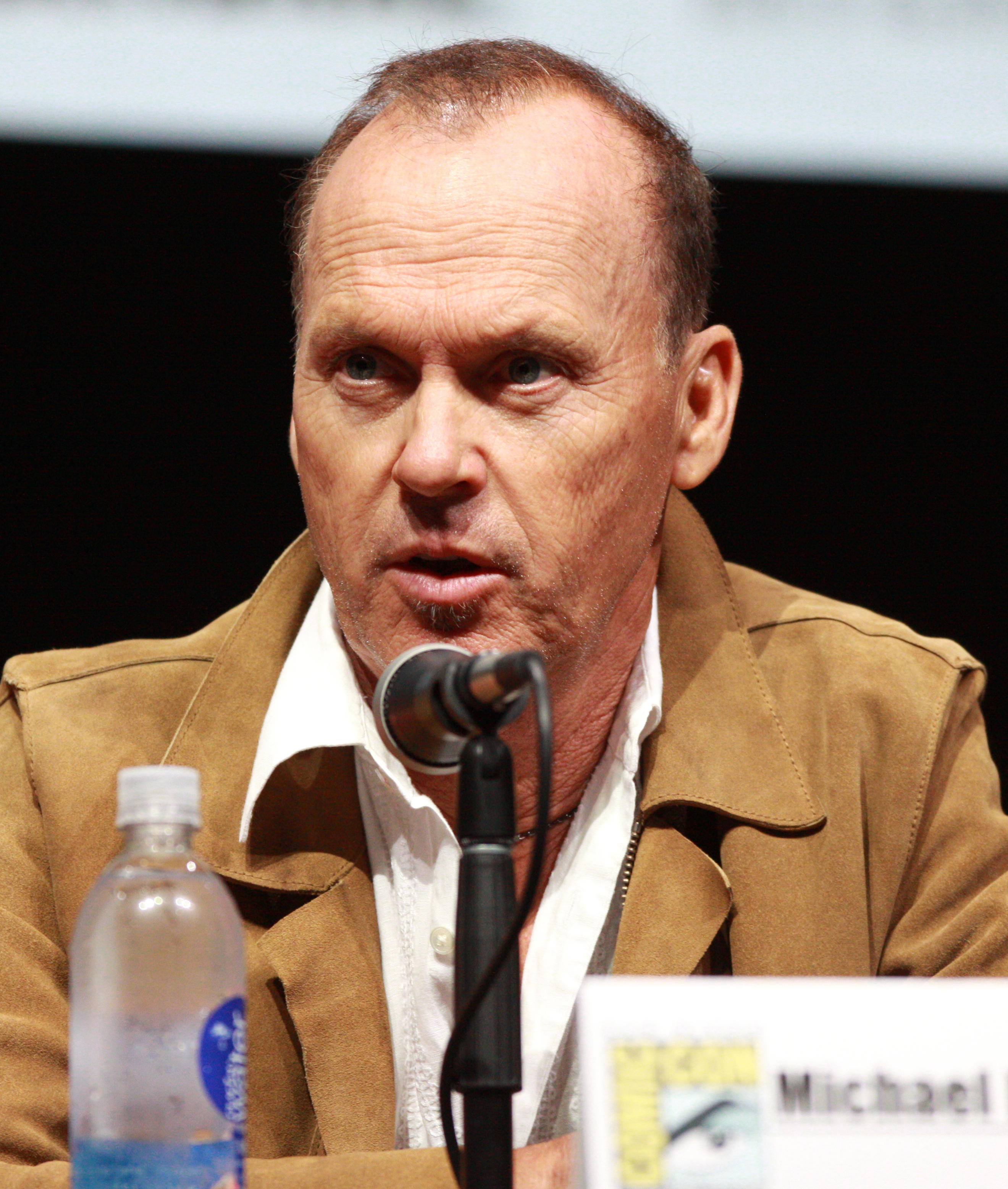
Michael Keaton, vítěz v kategorii nejlepší mužský herecký výkon v hlavní roli

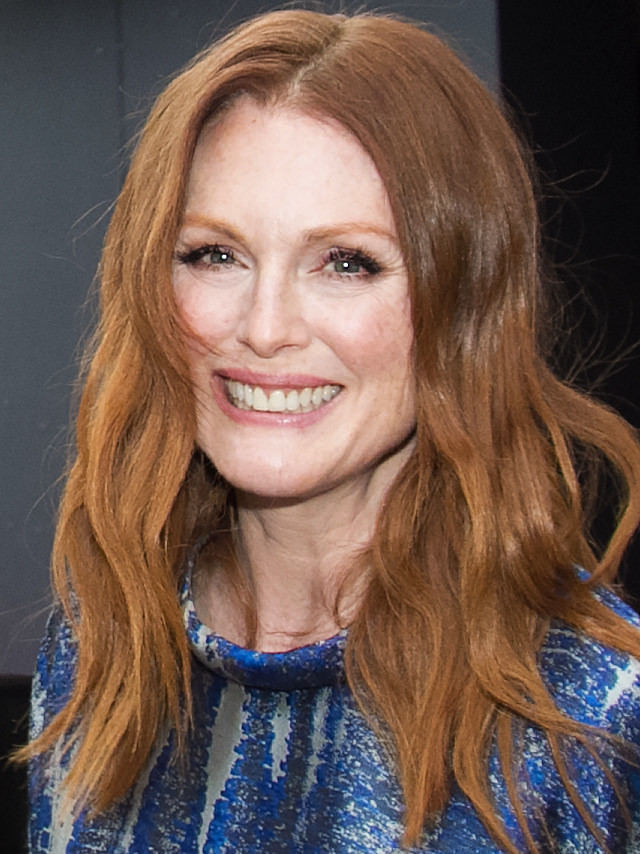
Julianne Moore, vítězka v kategorii nejlepší ženský herecký výkon v hlavní roli

| - Birdman - Chlapectví - Grandhotel Budapešť - Kód Enigmy - Whiplash | - Alejandro G. Iñárritu – Birdman - Richard Linklater – Chlapectví - Wes Anderson – Grandhotel Budapešť - Morten Tyldum – Kód Enigmy - Damien Chazelle – Whiplash |
| Nejlepší mužský herecký výkon v hlavní roli | Nejlepší ženský herecký výkon v hlavní roli |
| - Michael Keaton – Birdman - Benedict Cumberbatch – Kód Enigmy - Jake Gyllenhaal – Slídil - Steve Carell – Hon na lišku - Eddie Redmayne – Teorie všeho                                                                   | - Julianne Moore – Pořád jsem to já - Essie Davis – Babadook - Felicity Jones – Teorie všeho - Rosemund Pike – Zmizelá - Reese Witherspoonová – Divočina          |
| Nejlepší mužský herecký výkon ve vedlejší roli | Nejlepší ženský herecký výkon ve vedlejší roli |
| - J. K. Simmons – Whiplash - Ethan Hawke – Chlapectví - Edward Norton – Birdman - Mark Ruffalo – Hon na lišku - Andy Serkis – Úsvit planety opic                                                                          | - Patricia Arquette – Chlapectví - Keira Knightley – Kód Enigmy - Emma Stoneová – Birdman - Meryl Streep – Čarovný les - Naomi Watts – Birdman                    |
| Nejlepší scénář | |
| - Alejandro G. Iñárritu, Nicolás Giacobone, Alexander Dinelaris Jr. a Armando Bo – Birdman - Richard Linklater – Chlapectví - Wes Anderson – Grandhotel Budapešť - Graham Moore – Kód Enigmy - Damien Chazelle – Whiplash | |

## Další
- 21. ročník udílení Screen Actors Guild Awards
- 20. ročník udílení Critics' Choice Movie Awards
- 68. ročník udílení Filmových cen Britské akademie
- 72. ročník udílení Zlatých glóbů
- 87. ročník udílení Oscarů